# Гниловской, Владимир Георгиевич
Гниловской Владимир Георгиевич (1907—1980) — видный учёный-краевед, педагог, основатель ставропольской научной географической школы.

## Биография
Родился 1907 году в Ставрополе. Предки его были выходцами из старинного русского города Белёва.
В 1924 году Владимир поехал учиться в Ленинград, поступив в Ленинградский педагогический институт имени А. И. Герцена.
По окончании института получил распределение в г. Златоуст Челябинской области.
В 1941 году призван в саперные войска. Участвовал в боевых действиях по защите городов: Орджоникидзе, Грозного, Георгиевска. По окончании войны в звании майора он приходит работать в Ставропольское Суворовское училище.
В 1951 возвращается в педагогический институт Ставрополя, где и продолжает свою научно — творческую деятельность.

## Творчество
Его работы внесли огромный вклад в изучение истории и географии Ставропольского края

## Награды и звания
- Почетный гражданин города Ставрополя с 1997 года[1]

## Произведения
- В. Гниловской, Панов Д. Г., Природа Ставрополья, кн. 1—2, Ставрополь, 1945—46;
- Гниловской В. Г.. Сталинский план преобразования природы и задачи краеведов Ставрополья // Материалы по изучению Ставропольского края.. — Ставрополь : Ставропольское книжное издательство, 1949. — Вып. 1. — С. 3—33. — 212 с.
- В. Гниловской, Материалы по изучению Ставропольского края. Выпуск 2. — Ставрополь.: Краевое Книжное издательство, 1950, 296 с.
- В. Гниловской, Материалы по изучению Ставропольского края. Выпуск 3. — Ставрополь.: Краевое Книжное издательство, 1950, 296 с.
- Гниловской В. Г.. Территориальное развитие города Ставрополя в первой половине XIX столетия // Материалы по изучению Ставропольского края.. — Ставрополь : Ставропольское книжное издательство, 1952. — Вып. 4. — С. 175—217. — 256 с.
- В. Гниловской, Материалы по изучению Ставропольского края. Выпуск 5. — Ставрополь.: Краевое Книжное издательство, 1953, 218 с.
- Гниловской В. Г.. Первое печатное географическое описание Ставрополья // Материалы по изучению Ставропольского края.. — Ставрополь : Ставропольское книжное издательство, 1954. — Вып. 6. — С. 209—232. — 379 с. — 3000 экз.
- Гниловской В. Г.. Занимательное краеведение. — Ставропольское книжное издательство. — Ставрополь. — 432 с.
- Гниловской В. Г. Действующая модель перемежающегося источника / В. Г. Гниловской. — Ставрополь, 1949. — 5 с.
- В. Гниловской, Занимательное краеведение : беседы с юными краеведами о природе Ставроп. края. Изд. 2-е, доп. / В. Г. Гниловской. — Ставрополь: Кн. Изд-во, 1974. — 430 с.
- В. Гниловской, Землетрясения Ставропольской возвышенности / В. Г. Гниловской. — Ставрополь, 1949. — 188 с.
- В. Гниловской, Известково-песчанистые конкреции Верхне-Сарматских песков Ставрополья / В. Г. Гниловской. — Ставрополь, 1939. — 158 с.
- В. Гниловской,К вопросу о формировании речной сети равнинного Предкавказья / В. Г. Гниловской. — Ставрополь, б г. — 20 с.
- В. Гниловской, Карстовые явления на Ставропольской возвышенности /
- В. Г. Гниловской. — Ставрополь : Кн.изд-во, 1958. — 68 с.
- В. Гниловской, Клухорский район / В. Г. Гниловской. — Ставрополь, 1955. — 82 с.
- В. Гниловской, Некоторые новые наглядные пособия к курсу общей физической географии / В. Г. Гниловской. — Ставрополь, 1941. — 4 с.
- В. Гниловской, Новый экземпляр каменного метеорита «Маныч» / В. Г. Гниловской. — 1959. — 4 с.
- В. Гниловской, О падении каменного метеорита «Маныч» / В. Г. Гниловской. — Ставрополь, 1954. — 167 с.
- В. Гниловской, Особенности геоморфологии Северо-Западных склонов Ставропольских высот / В. Г. Гниловской. — Ставрополь, 1953. — 7 с.
- В. Гниловской, Падение каменного метеорита «Маныч» / В. Г. Гниловской. — Ставрополь, 1952. — 256 с.
- В. Гниловской, План Ставропольской крепости 1811 года (историко-географический очерк) / В. Г. Гниловской. — Ставрополь, 1949. — 176 с.
- В. Гниловской, Поездка на Челекен / В. Г. Гниловской. — Ставрополь, 1954.- 32 с.
- В. Гниловской, Результаты геоморфологических наблюдений в Верхней части долины реки Большой Егорлык и в котловине Сенгилеевского озера / В. Г. Гниловской. — Ставрополь, 1948. — 93 с.
- В. Гниловской, Сенгилеевское озеро / В. Г. Гниловской. — Ставрополь, 1950. — 18 с.
- В. Гниловской, Территориальное развитие города Ставрополя в первой половине 19 столетия (историко-географический очерк) / В. Г. Гниловской. — Ставрополь, 1952. — 218 с.
- В. Гниловской, География Ставропольского края : [учеб. пособие для 7 — 8 кл.]. — Изд. 3-е, испр. и доп. /В. Г. Гниловской, Т. В. Бабенышева.- Ставрополь : Кн.изд-во, 1972. — 165 с.
- В. Гниловской, География Ставропольского края : Учеб. пособие для уч-ся 8 кл. / В. Г. Гниловской, Т. П. Бабенышева. — Ставрополь : Кн.изд-во, 1966. — 159 с.
- В. Гниловской, Землетрясение 12 ноября 1954 года в предгорной половине Западного Кавказа / В. Г. Гниловской, П. Н. Никитин. — Ставрополь, 1956. — 13 с.
- В. Гниловской, Колодцеобразная пещера / В. Г. Гниловской. — Ставрополь, 1950. — 6 с.
- В. Гниловской, Новейшая тектоника центрального Кавказа и Предкавказья и её отражение в рельефе / В. Г. Гниловской, И. Н. Сафонов. — М. — Л. : Акад. Наук СССР, 1963. — 9 с.
- В. Гниловской, Откуда город пошёл : [к 200-летию Ставрополя] / / Ставроп. правда. — 1977. — 22 марта.
- В. Гниловской, Полярное сияние над Ставрополем / В. Г. Гниловской, В. Макаренко. — Ставрополь, 1950. — 2 с.
- В. Гниловской, Рекогносцировочная географическая экспедиция Ставропольского краевого музея на Прикалаусские высоты / В. Г. Гниловской, А. С. Щитов. — Ставрополь : Кн. изд-во, 1956. — 274 с.